# Визит Нарендры Моди в Россию (2024)
Визит Нарендры Моди в Россию прошёл с 8 по 9 июля 2024 года. Это была первая поездка премьер-министра Индии в Россию с 2019 года. В ходе визита Нарендры Моди состоялись российско-индийские переговоры, в результате которых главами России и Индии была подписана программа стратегического сотрудничества стран до 2030 года.

## Предыстория
С 2014 года после победы на выборах Моди провёл более 20 встреч с Владимиром Путиным, укрепляя взаимоотношения между странами.
В феврале 2022 года после начала вторжения России на Украину роль Индии в качестве стратегического торгового партнёра Москвы существенно увеличилась. В условиях ограничительных мер из-за санкций США и их партнёров, Индия наряду с Китаем стала одним из основных импортёров российских энергоресурсов. В 2023 году товарооборот между странами увеличился на 66% и составил примерно 65 млрд долларов.
В декабре 2023 года глава министерства иностранных дел Индии Субраманьям Джайшанкар посетил Россию с официальным визитом. В рамках поездки он провёл переговоры с президентом РФ Владимиром Путиным и руководителем МИД Сергеем Лавровым. В ходе встречи российский лидер выразил надежду на приезд Нарендры Моди в 2024 году.
25 июня 2024 года издание The Tribune сообщило о планируемом однодневном визите Нарендры Моди в российскую столицу с целью подчеркнуть сотрудничество между двумя державами. Пресс-секретарь Кремля Дмитрий Песков подтвердил эту информацию.
2 июля 2024 года, информационное агентство Bloomberg охарактеризовало предстоящий визит Нарендры Моди в Москву как дипломатический успех президента России Владимира Путина.
Издание The Telegraph сообщило, что Моди предпочёл посетить Россию вместо участия в саммите НАТО в те же дни.

## Ход визита

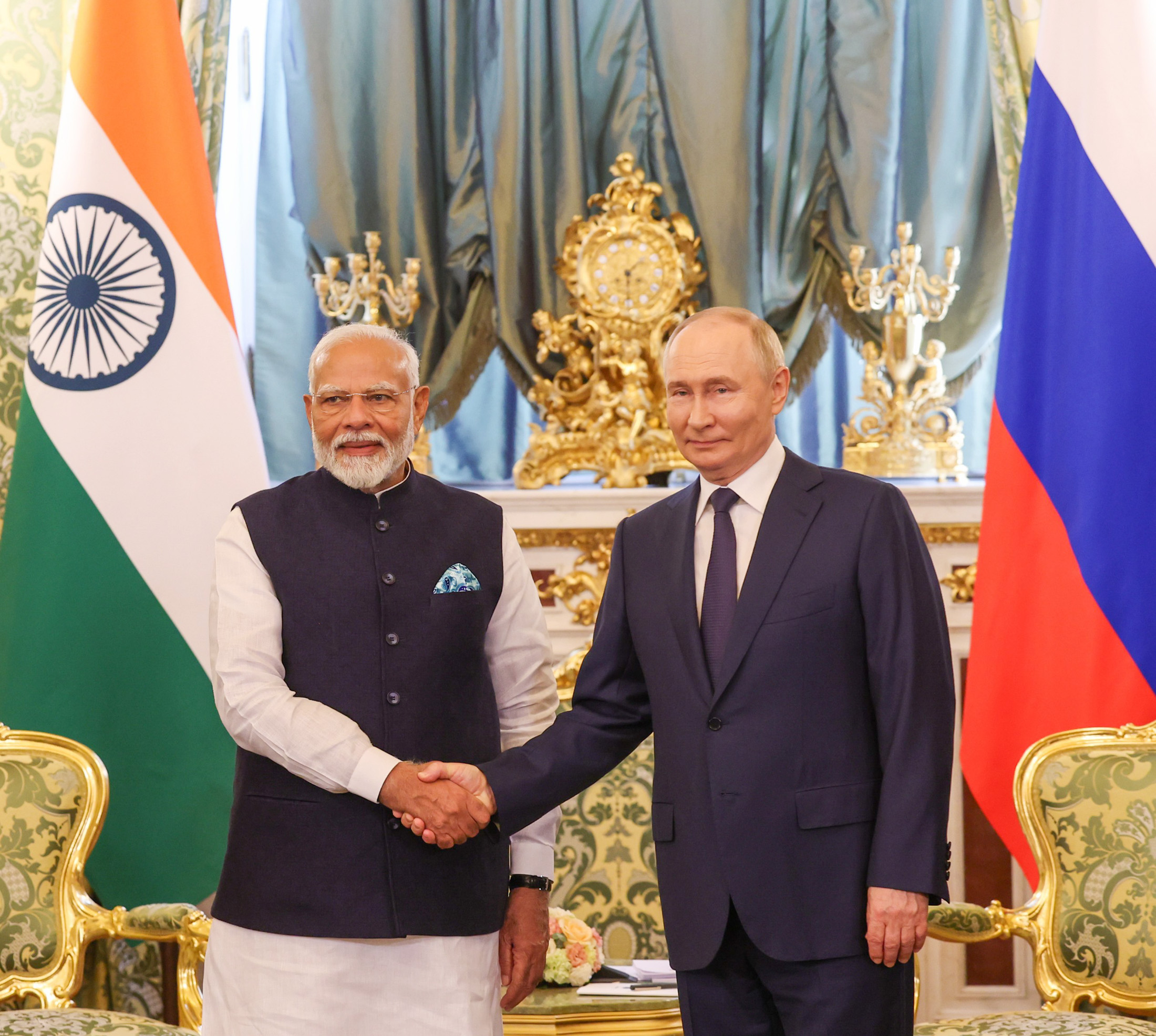
Владимир Путин и Нарендра Моди в ходе визита в Россию в 2024 году

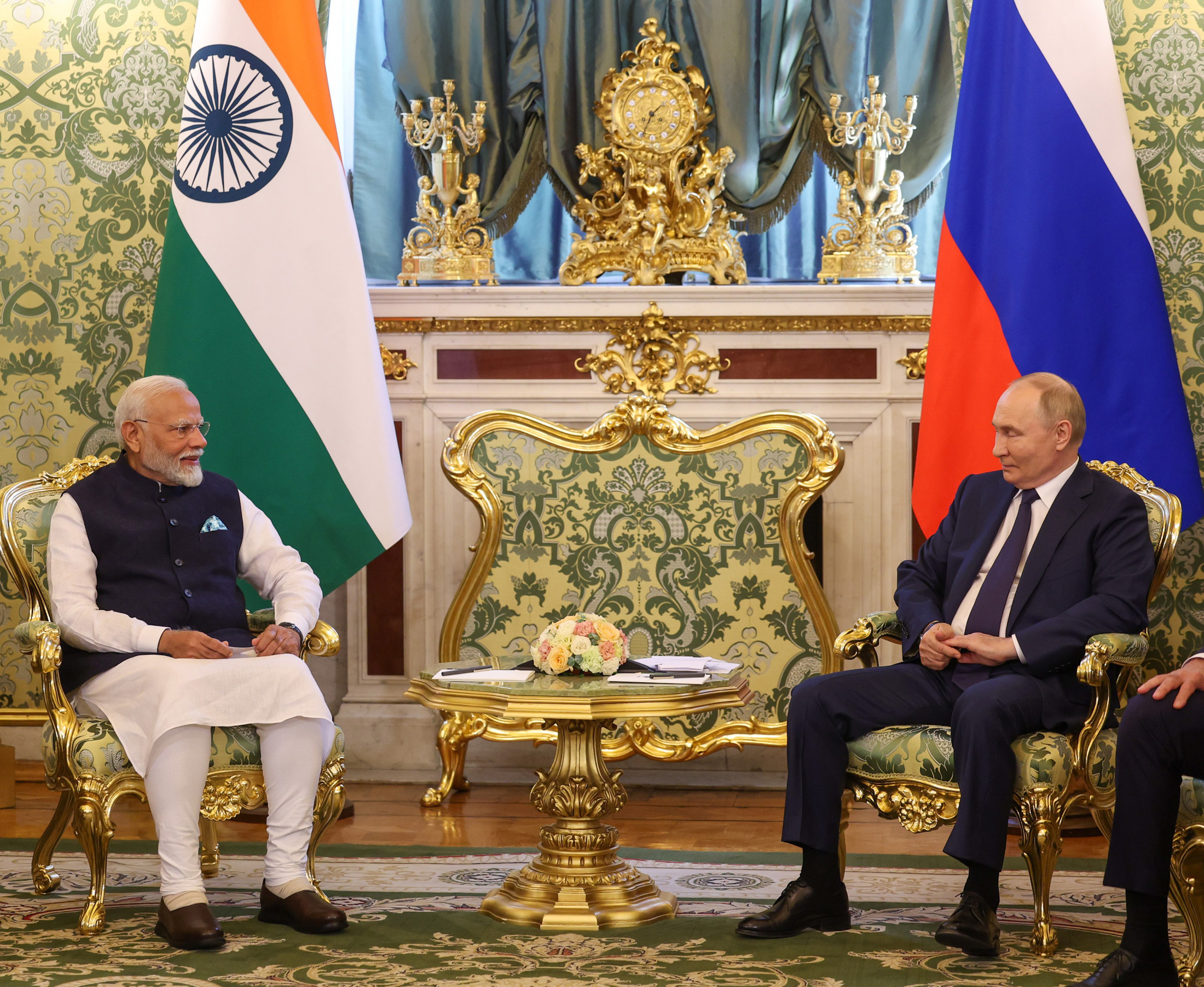
Встреча глав государств в Большом Кремлёвском дворце

8 июля 2024 года состоялся официальный визит главы правительства Индии Нарендры Моди в столицу Российской Федерации. По прибытии в московский аэропорт индийского премьер-министра встретил Денис Мантуров, занимающий пост первого вице-премьера РФ, и директор Департамента государственного протокола МИД России Игорь Богдашев.
В день прилёта была организована неофициальная встреча главы Индии с Владимиром Путиным. Мероприятие прошло в подмосковной резиденции «Ново-Огарёво». В разговоре индийский премьер-министр охарактеризовал главу российского государства как «своего друга». В рамках неформальных переговоров руководители двух стран согласовали долгосрочную программу по развитию приоритетных сфер экономического сотрудничества между Российской Федерацией и Индией на период до 2030 года. Профильным министерствам и ведомствам было поручено подготовить соответствующую документацию.
Днём 9 июля в Кремле состоялась официальная встреча президента РФ и премьер-министра Индии, в ходе которой обсуждались вопросы международной повестки. С российской стороны в переговорах участвовали Сергей Лавров, Денис Мантуров, помощник президента Юрий Ушаков и руководитель ФСВТС Дмитрий Шугаев.
В совместном коммюнике главы государств акцентировали внимание на необходимости мирного разрешения украинского конфликта посредством дипломатических каналов. По словам пресс-секретаря президента РФ Дмитрия Пескова, в ходе дискуссии были сформулированы «новые подходы» к решению конфликта. Нарендра Моди заявил о глубокой связи с Россией и лично президентом России.
Кроме того, индийская сторона затронула вопрос о возможности досрочного освобождения от службы в российских вооружённых силах граждан Индии.
Позднее Владимир Путин вручил Нарендре Моди орденом Святого апостола Андрея Первозванного за вклад в развитие двусторонних связей между двумя странами.
В завершение вечера Путин пригласил Моди на саммит БРИКС в Казани. Премьер-министр Индии принял приглашение и заявил, что ждёт президента России в Индии в следующем году.

## Программа стратегического сотрудничества стран до 2030 года
По результатам визита Нарендре Моди в Москву было принято совместное заявление, состоящее из 81 пункта. В документе отмечается высокий уровень совместного сотрудничества и его устойчивость в условиях текущей ситуации в геополитике.
Лидеры стран поставили цель увеличить взаимный товарооборот до 100 млрд долларов к 2030 году.
Участники переговоров продемонстрировали взаимный интерес к расширению партнёрства в ряде высокотехнологичных областей, включая телекоммуникационный сектор, кибербезопасность, аэрокосмическую отрасль и производство лекарственных препаратов. Особое внимание было уделено перспективам расширения промышленной кооперации и оптимизации логистических маршрутов между двумя странами. В частности, обсуждалась возможность более активного использования потенциала Северного морского пути для укрепления торгово-экономических связей. В ходе визита лидерами стран был подписан ряд стратегических документов, включающих меморандумы о взаимодействии, в том числе и на Дальнем Востоке РФ, и соглашения о сотрудничестве.

## Реакция
Представитель Государственного департамента США Мэтью Миллер выразил озабоченность визитом премьер-министра Индии в Россию и укреплении взаимоотношений между странами.
Президент Украины Владимир Зеленский назвал визит Моди «огромным разочарованием», заявив, что подобное наносит «сокрушительный удар по мирным усилиям».
The Washington Post заявил, что глубокие связи между двумя странами сохраняются, несмотря на все усилия Белого дома, а фотографии, где Моди обнимает Путина, свидетельствуют о том, что Россия не настолько изолирована, как казалось ранее.
Глава Берлинского Центра Карнеги по изучению России и Евразии Александр Габуев в интервью Financial Times заявил, что Индия хочет дать России пространство для дополнительного маневра в условиях санкций.